# Руска (Сучава)
Руска (рум. Rusca) — село у повіті Сучава в Румунії. Входить до складу комуни Дорна-Арінь.
Село розташоване на відстані 329 км на північ від Бухареста, 67 км на південний захід від Сучави.

## Населення
За даними перепису населення 2002 року у селі проживали 285 осіб, усі — румуни. Усі жителі села рідною мовою назвали румунську.